# Băbeni (gmina w okręgu Sălaj)
Gmina Băbeni – gmina w okręgu Sălaj w Rumunii. W skład gminy wchodzą wsie Băbeni, Ciocmani, Cliț, Piroșa i Poienița.
Powierzchnia gminy to 53,89 km². W 2011 populacja gminy wynosiła 1 742 osoby. Gmina znajduje się około 44 kilometry od stolicy okręgu Sălaj – Zalău. Burmistrzem miejscowości jest Dorel Vancea. W 2002 roku w gminie mieszkało 2027 Rumunów, 32 Romów i 4 Węgrów; 89% mieszkańców gminy stanowili wyznawcy prawosławia, 5% stanowili wyznawcy grekokatolicy, a 4% zielonoświątkowcy. W gminie znajdują się dwa zabytkowe drewniane kościoły i rezerwat przyrody.